# Порядок величины
Порядок величины — класс эквивалентности {\displaystyle {\mathcal {C}}_{n}} величин (или шкал) {\displaystyle {\mathcal {C}}_{n}=\lbrace {}x_{n}\rbrace }, выражающих некоторые количества, в рамках которого все величины имеют фиксированное отношение {\displaystyle r={\frac {x_{n}}{x_{n-1}}}} к соответствующим величинам предыдущего класса.
Чаще под порядком подразумевают не сам класс эквивалентности {\displaystyle {\mathcal {C}}_{n}} а некоторую его числовую характеристику, задающую этот класс при данных условиях (например, порядковый номер класса {\displaystyle n} при условии, что некоторый класс {\displaystyle {\mathcal {C}}_{0}} был задан или подразумевается).

## Порядок числа
При работе с числами, представленными в некоторой системе счисления по основанию {\displaystyle b}, чаще всего принимают {\displaystyle r=b} и {\displaystyle 1\in {\mathcal {C}}_{1}}, {\displaystyle b\in {\mathcal {C}}_{2}}. При этом {\displaystyle n} совпадает с количеством цифр в числе, если его записать в позиционной системе счисления.
Например для десятичной системы счисления в этом случае каждая декада положительных чисел будет принадлежать только одному порядку:
- {\displaystyle {\mathcal {C}}_{1}\supset \lbrace {}1,2,3,4,5,6,7,8,9\rbrace }
- {\displaystyle {\mathcal {C}}_{2}\supset \lbrace {}10,20,30,40,50,60,70,80,90\rbrace }
- {\displaystyle {\mathcal {C}}_{3}\supset \lbrace {}100,200,300,400,500,600,700,800,900\rbrace }

Аналогичным образом можно определить порядки чисел и для других оснований системы счисления. Чаще других рассматривают
- порядки чисел по основанию {\displaystyle b=10},
- порядки чисел по основанию {\displaystyle b=2}
- порядки чисел по основанию {\displaystyle b=e}.

### Порядок чисел в естественном языке
В естественных языках встречаются выражения вроде «на порядок больше», «на много порядков больше», «на пару порядков меньше». В большинстве случаев подразумеваются десятичные порядки, то есть эти выражения можно прочитать как «примерно в десять раз больше», «примерно в {\displaystyle 10^{n}} раз больше, где {\displaystyle n} — достаточно велика», «примерно в 100 раз меньше». Также последнее время стало распространённым ошибочное использование выражения «порядка N», где N — некоторое число. При этом исходя из контекста понятно, что подразумевается «примерно N», что, конечно, не соответствует определению термина «порядок числа».

## Порядок чисел и логарифмическая функция
Соответствующие числа, принадлежащие смежным порядкам {\displaystyle {\mathcal {C}}_{n},{\mathcal {C}}_{n+1},{\mathcal {C}}_{n+2},\ldots ,{\mathcal {C}}_{n+d}} могут быть записаны как {\displaystyle x,rx,r^{2}x,\ldots ,r^{d}x}, где {\displaystyle x\in {\mathcal {C}}_{n}} — первое из чисел. Это свойство определяет связь понятия порядка числа с показательной и обратной к ней логарифмической функцией.
В частности при помощи понятия логарифмической функции может быть сформулировано необходимое условие принадлежности чисел к одному порядку: Пусть на множестве положительных чисел задано какое-то разбиение на порядки. Если два числа принадлежат одному порядку, то {\displaystyle \left|\log _{r}{\frac {x_{1}}{x_{2}}}\right|<1}.
Действительно, пусть числа {\displaystyle m\in {\mathcal {C}}_{n}} и {\displaystyle M\in {\mathcal {C}}_{n}} являются минимальным и максимальным числом, принадлежащим порядку {\displaystyle {\mathcal {C}}_{n}}. Если число {\displaystyle x\in {\mathcal {C}}_{n}} так же принадлежит порядку {\displaystyle {\mathcal {C}}_{n}}, то его значение должно удовлетворять условию {\displaystyle m\leq x\leq M}. В то же время числа {\displaystyle rm} и {\displaystyle {\frac {1}{r}}M} принадлежат смежным с порядком {\displaystyle {\mathcal {C}}_{n}} порядкам {\displaystyle {\mathcal {C}}_{n+1}} и {\displaystyle {\mathcal {C}}_{n-1}} соответственно. Из этого следует, что для любого числа {\displaystyle x} в данном порядке выполняется соотношение {\displaystyle {\frac {1}{r}}M<m\leq x\leq M<rm}.
Пусть два числа {\displaystyle x_{1}} и {\displaystyle x_{2}} принадлежат данному порядку {\displaystyle {\mathcal {C}}_{n}}. Тогда {\displaystyle -1=\log _{r}{\frac {m}{rm}}<\log _{r}{\frac {x_{1}}{x_{2}}}<\log _{r}{\frac {M}{{\frac {1}{r}}M}}=1}.

### Разность порядков
Если два числа {\displaystyle x_{1}} и {\displaystyle x_{2}} принадлежат порядкам {\displaystyle x_{1}\in {\mathcal {C}}_{n_{1}}} и {\displaystyle x_{2}\in {\mathcal {C}}_{n_{2}}} в некотором разбиении положительных чисел на порядки, то значение {\displaystyle d=d(x_{1},x_{2})=n_{2}-n_{1}} иногда называют разностью порядков этих чисел.
Для двух чисел {\displaystyle x_{1}} и {\displaystyle x_{2}} разность их порядков может быть найдена как {\displaystyle d=\left\lfloor \log _{r}{\frac {x_{2}}{x_{1}}}\right\rfloor } при {\displaystyle x_{2}\geq x_{1}}.
Выберем число {\displaystyle x_{2}^{\mathord {*}}\in {\mathcal {C}}_{n_{1}}} принадлежащее порядку {\displaystyle {\mathcal {C}}_{n_{1}}} и соответствующее числу {\displaystyle x_{2}} из порядка {\displaystyle {\mathcal {C}}_{n_{2}}}. По определению порядка существует такое целое {\displaystyle d}, что {\displaystyle x_{2}^{\mathord {*}}=r^{-d}x_{2}}. Получаем, что {\displaystyle \log _{r}{\frac {x_{2}}{x_{1}}}=\log _{r}{\frac {r^{d}x_{2}^{\mathord {*}}}{x_{1}}}=d+\log _{r}{\frac {x_{2}^{\mathord {*}}}{x_{1}}}}.
Числа {\displaystyle x_{1}} и {\displaystyle x_{2}^{\mathord {*}}} принадлежат одному порядку и потому {\displaystyle \log _{r}{\frac {x_{2}^{\mathord {*}}}{x_{1}}}<1}. В то же время число {\displaystyle d} является целым, а значит {\displaystyle d=\left\lfloor {}d\right\rfloor =\left\lfloor {}d+\log _{r}{\frac {x_{2}^{\mathord {*}}}{x_{1}}}\right\rfloor =\left\lfloor \log _{r}{\frac {x_{2}}{x_{1}}}\right\rfloor }.
В случае {\displaystyle x_{2}\leq x_{1}} разность порядков иногда берут с отрицательным знаком {\displaystyle d(x_{1},x_{2})=-d(x_{2},x_{1})}.
Равенство разности порядков нулю является необходимым и достаточным условием того, что числа принадлежат к одному порядку.

### Обобщение разности порядков
Иногда понятие разности порядков обобщают, снимая требование принадлежности к классу целых чисел и определяя её через выражение {\displaystyle d=\log _{r}{\frac {x_{2}}{x_{1}}}}.
В такой интерпретации смысл приобретают выражения вроде «числа {\displaystyle x_{1}} и {\displaystyle x_{2}} различаются не более чем на полпорядка», то есть {\displaystyle \left|\log _{r}{\frac {x_{2}}{x_{1}}}\right|\leq {\frac {1}{2}}} или {\displaystyle {\frac {1}{\sqrt {r}}}x_{1}\leq x_{2}\leq {\sqrt {r}}x_{1}}.